# هاپوگاها-آراوا
هاپوگاها-آراوا (به لاتین: Hapugaha-Arawa) یک منطقهٔ مسکونی در سری‌لانکا است که در استان مرکزی (سری‌لانکا) واقع شده‌است.